# Rocca San Giovanni
Rocca San Giovanni è un comune italiano di 2 303 abitanti della provincia di Chieti in Abruzzo.

## Geografia fisica
Il suo territorio è esteso 21,47 km². Sorge su un colle roccioso che si affaccia sulla splendida Costa dei trabocchi.

## Storia
Il paese fu fondato nell'XI secolo da Oderisio I ed ampliato da Oderisio II abati del monastero di San Giovanni in Venere come forte di rifugio per i monaci dell'abbazia stessa. In effetti il primo documento in cui viene menzionato il paese è del 1º marzo 1046 in un diploma dell'imperatore Enrico III per il monastero stesso. Nel 1346 i cittadini di Lanciano espugnarono il paese per rubare il grano ivi contenuto. Nel 1381 un nuovo saccheggio con susseguente incendio interessò il paese da parte di Ugone Ursini conte di Manoppello. A partire dal 1461 ebbe una zecca dove Innico d'Avalos faceva coniare oro, argento e rame a suo nome. Il terremoto del 1626 distrusse gran parte delle mura. Nel XIX secolo il territorio comunale non subisce modificazioni strutturali.
Il 24 gennaio 1863 l'allora sindaco Giustino Croce fece voto di debellare il brigantaggio nel territorio comunale. Egli stesso afferma che il brigantaggio «ha preso una misura colossale in tutta Italia. È espressione solenne e concorde di tutto un popolo che protesta contro tutte le scene di sangue e desolazione e riafferma incontrastabilmente il concetto unitario in cui tutto il popolo anela!…» Agli inizi del XX secolo un grande esodo interessò il paese con meta Stati Uniti, Canada, Argentina ed Australia. I nazisti distrussero una torre quadrangolare detta "Il castello" l'8 novembre 1943.

### Simboli
Nello stemma, riconosciuto con decreto del capo del governo del 18 marzo 1936, sono raffigurate tre torri merlate poste su un ponte a due archi.

## Monumenti e luoghi d'interesse

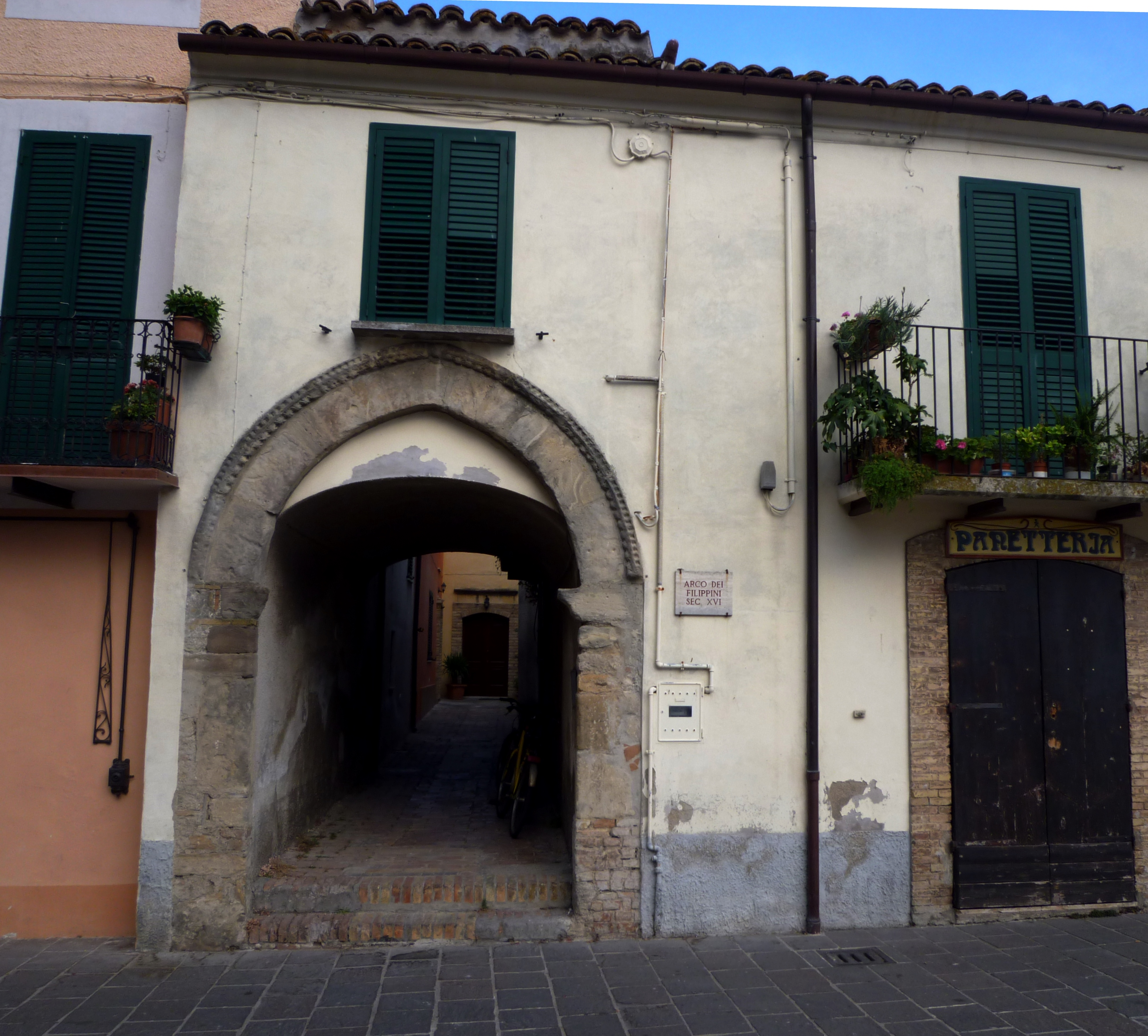
L'arco dei Filippini presso la piazza principale, probabile ingresso della zecca

Chiesa di San MatteoÈ sita in piazza degli Eroi. Secondo alcune fonti bibliografiche attendibili la chiesa originaria sarebbe stata costruita all'interno del castrum di San Giovanni in Venere. L'edificio medievale copia in dimensioni più ridotte l'abbazia di San Giovanni in Venere. Tra il XIV ed il XV secolo è stato aggiunto il campanile. Nel Settecento la travatura venne sostituita da volte a vela nella navata centrale e da volte a botte. Successivamente vennero aggiunte a ridosso della facciata delle costruzioni tra cui l'edificio comunale costituendo così un portico d'accesso alla chiesa, nello stesso periodo, verosimilmente, vennero aggiunti dei livelli in più nel campanile. La facciata risale al 1927. Il coronamento è a timpano spezzato. Il campanile presenta un corpo staccato dal resto della chiesa. L'interno è a tre navate suddivisi da arco a sesto acuto Sulla navata centrale si appoggia una copertura a capriata in legno.

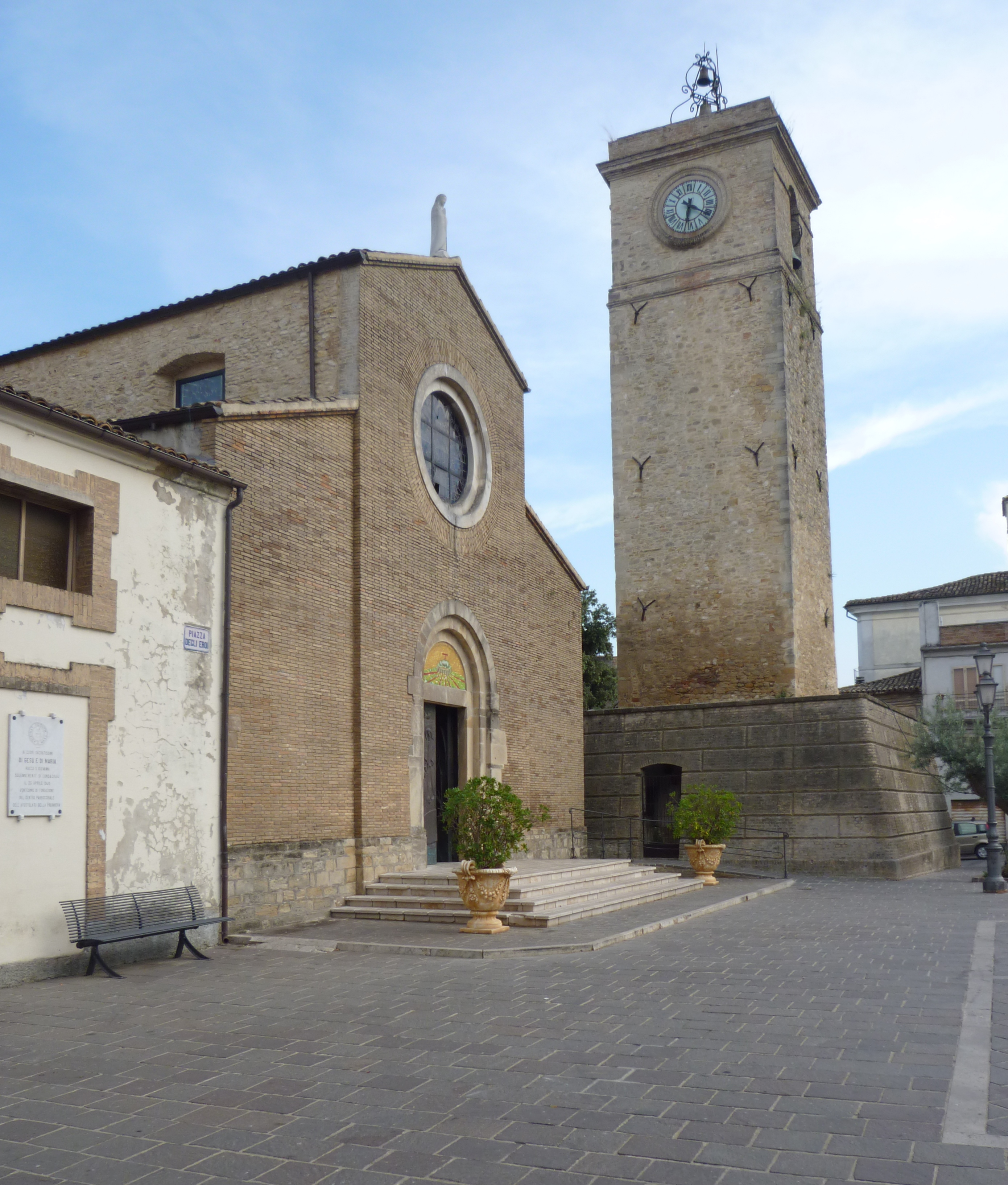
La chiesa di San Matteo

Palazzo comunaleFu costruito tra la fine degli anni '60 e gli anni '70 dell'Ottocento e restaurato nel 1926. Il palazzo si affaccia su Piazza degli Eroi è ad impianto quadrato ed in stile neomedievale lombardo. Al pianterreno è sito un porticato che è costituito da tre archi a tutto sesto. Al primo piano tre aperture con arco a tutto sesto immettono al balcone con balaustra traforata. Ai lati vi sono due finestre identiche. La parte centrale della facciata è leggermente avanzata rispetto al resto dell'edificio. La facciata è completamente realizzata in blocchi squadrati di arenaria. All'interno una imponente scalinata immette alla sala consiliare. Dal 2004 all'interno si svolge una raccolta di arte contemporanea che raccoglie sculture, pitture ed incisioni poste sullo scalone interno principale e nella sala consiliare.
Casino MurriÈ sito in contrada San Giacomo (42.249913°N 14.445193°E). Anticamente era una residenza colonica, rimasta a lungo in stato di abbandono e da non molto recuperato da privati. Fu costruito tra la seconda metà del Settecento e l'inizio dell'Ottocento, successivamente sono stati aggiunti i due successivi livelli che ne hanno alterato il primitivo aspetto. La cappella interna dedicata a San Giacomo, che dà il nome alla contrada, verosimilmente, è un'aggiunta successiva alla costruzione originaria. La costruzione è a pianta rettangolare ed è distribuita su due piani, la cappella privata è posta sul lato occidentale mentre i due piani aggiuntivi si trovano nel lato settentrionale. La gradonata a due rampe di scale immette direttamente al primo piano Il corpo di fabbrica originario è in laterizio lasciato a vista solamente sulle rampe di scale esterne.
Resti di mura e Torrione dei FilippiniI principali ruderi delle mura della rocca sono posti in via abate Oderisio in cui vi è il Torrione dei Filippini, caratterizzato da muratura a scarpa, conci irregolari e ciottoli di fiume, e impianto circolare, irregolare, adibito ad abitazione. Le mura risalgono ai Normanni da cui furono costruite nel 1061. Le mura, accessibili da via IV Novembre o da vicolo Portico, sono a scarpa in ciottoli di pietra dei dintorni.
Centro storicoRisale al trecento ed è in stile medievale. Alcune foto antiche mostrano che vi era ancora una torre isolata ma distrutta durante i bombardamenti della seconda guerra mondiale. Annesso al centro storico vi è un portale a sesto acuto in conci di arenaria.
Si sviluppa a spina di pesce, ed era interamente cinto da mura, come è possibile vedere dalla parte sud-orientale con il torrione, in vicolo IV Novembre, ma alcune tracce sono visibili anche a nord-ovest in via Occidentale. Il centro storico ottocentesco, appena fuori le mura, si sviluppa lungo viale Mazzini sino al cimitero, poi si entra in Piazza degli Eroi con la chiesa madre e il palazzo comunale, infine due grandi assi stradali conducono al belvedere Paolucci: corso Garibaldi e via Cesare Battisti, con i relativi vicoli; tra Largo Lentisco e Piazzale Oberdan si trova un palazzo che in origine era il monastero di Sant'Antonio Abate. Fonti confermano che sotto il centro, a partire dalle catacombe della chiesa madre, ci sia un percorso sotterraneo di emergenza, edificato nel Medioevo, per i monaci benedettini dell'abbazia di San Giovanni in Venere nella vicina Fossacesia, per fuggire nella cittadella fortificata in casi di pericolo. Tale percorso fu irrimediabilmente danneggiato dalle bombe della seconda guerra mondiale.

### Aree verdi
- Belvedere Paolucci, in via R. Paolucci, nella punta nord del paese.
- Zoo d'Abruzzo: in località Sterpari, vicino al casello autostradale A14 "Lanciano" è stato aperto nel 2011 ed è attualmente il principale Bioparco faunistico dell'Abruzzo.
- Pinetina di Rocca San Giovanni: località naturale in contrada Piane Favaro
- Parco della Costa dei Trabocchi - località Vallevò-La Foce

## Economia

### Turismo

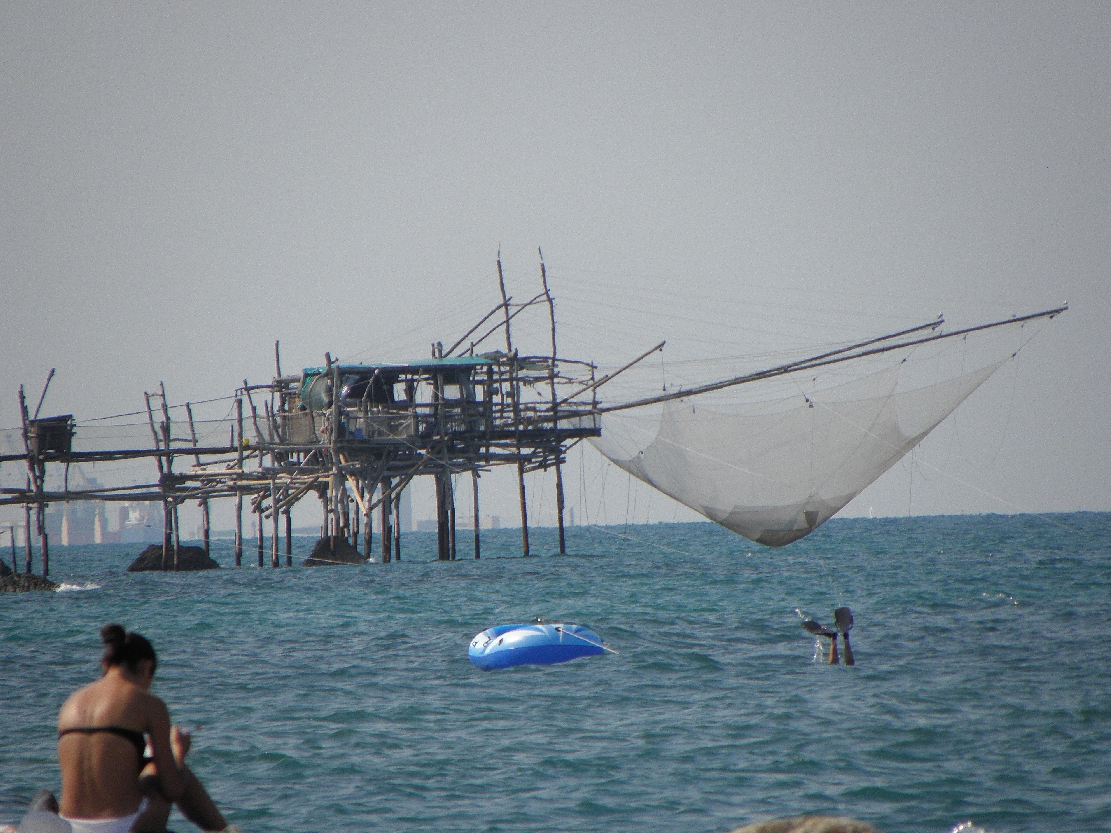
Il trabocco di Punta Cavalluccio nella spiaggia di Rocca San Giovanni (contrada La Foce)

La zona marittima di Rocca San Giovanni fa parte della Costa dei Trabocchi, caratterizzata dalla presenza delle macchine da pesca note come trabocchi, sia antichi che moderni; i trabocchi presenti nella fascia comunale della costa sono Punta Cavalluccio, Punta Torre, Spezzacatena, La Foce, Punta Isolata, Valle Grotte e Punta Tufano. Il paese è membro dell'associazione I borghi più belli d'Italia.

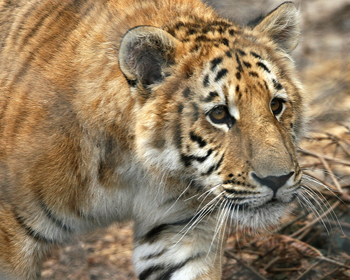
Il leontigre

Dal 2011 è attivo lo "Zoo d'Abruzzo", unica struttura di questo tipo in regione. Lo zoo ospita alcune varietà di zebre, ippopotami, foche, canguri, gufi, elefanti, coccodrilli, orsi, struzzi, tigri e leoni.

## Società

### Evoluzione demografica
Abitanti censiti

## Geografia antropica

### Frazioni
Acquarelli, Foce, Lappeto, Montegranaro, Perazza, Piane di Marche, Piane Favaro, Pocafeccia, Pontone del Signore, Puncichitti, San Giacomo, Santa Calcagna, Tagliaferri, Vallevò, Vetiche, Sterpari, Scalzino, Codacchie

## Trasporto
- Autostrada A14: uscita al casello Lanciano
- Strada statale 524 Lanciano-Fossacesia: da Lanciano, in direzione Fossacesia, svincolo Rocca San Giovanni all'altezza di contrada Villa Romagnoli.
- Via San Giacomo: si attraversa la contrada da ovest, provenendo dalla zona industriale Santa Calcagna.

## Amministrazione
| Periodo        | Periodo        | Primo cittadino       | Partito                                                                             | Carica  | Note                 |
| -------------- | -------------- | --------------------- | ----------------------------------------------------------------------------------- | ------- | -------------------- |
| 6 giugno 1993  | 27 aprile 1997 | Raffaele Tiro         | Lista civica                                                                        | Sindaco | [ 13 ]               |
| 28 aprile 1997 | 13 maggio 2001 | Silvino D'Ercole      | Lista civica                                                                        | Sindaco | [ 14 ]               |
| 14 maggio 2001 | 28 maggio 2006 | Dina Fulvi Firmi      | Lista civica Unione civica                                                          | Sindaco | [ 15 ]               |
| 29 maggio 2006 | 4 ottobre 2021 | Giovanni Enzo Di Rito | Lista civica di centro-destra (2006-2011) Lista civica Voglia di futuro (2011-2021) | Sindaco | [ 16 ] [ 17 ] [ 18 ] |
| 4 ottobre 2021 | in carica      | Fabio Caravaggio      | Lista civica Rocca del domani                                                       | Sindaco |                      |

### Gemellaggi
- Chaingy